# Газенклевер, Вильгельм
Ви́льгельм Га́зенклевер (нем. Wilhelm Hasenclever, 19 апреля 1837, Арнсберг — 3 июля 1889, Шёнеберг, ныне район Берлина) — немецкий поэт, один из ветеранов германского рабочего (лассальянского) движения. В молодости был рабочим-кожевником.

## Биография
С 1871 — председатель основанного Лассалем «Всеобщего рабочего союза»; в 1869—1870 член северо-германского сейма, в 1874—1888 — германского. В 1875 был избран одним из председателей единой Социал-демократической партии, образовавшейся после объединения лассальянцев с эйзенахцами (до 1890 года именовалась Социалистической рабочей партией Германии).
Он сотрудничал во всех социалистических газетах и журналах своего времени, написал ряд новелл и стихов и считался талантливым фельетонистом. Известностью пользовались также его воспоминания — «Пережитое» (Erlebtes).
Поэзия Газенклевера выражала прежде всего националистические и реформистские устремления автора; обычные темы стихов Газенклевера — свобода вообще, агитация за рабочие союзы или пантеистические размышления.
Некоторой популярностью одно время пользовалась его «Песня партий» (Parteilied, 1875).